# 斯滕奇角
斯滕奇角（英語：Stench Point），是南極洲的海岬，位於南桑威奇群島的扎沃多夫斯基西端，在1930年由英國探險隊命名，該海岬由英國海外領土管轄。